# La Bombonera (San Juan)
La Bombonera es un restaurante fundado en 1902 en San Juan, Puerto Rico, ubicado en la calle San Francisco, 259 del Viejo San Juan. Es considerado el tercer restaurante más antiguo de Puerto Rico después de «La Mallorquina» fundada en 1848 y el «Café Turull» fundado en 1816. Ofrece  productos como: Mallorcas (versión criolla de la ensaimada de Mallorca), turrones de Alicante y Cádiz, pastelitos de carne y queso con pasta de hojaldre, coca de sobrasada y albaricoque, jugo de china acabado de exprimir y café, tostado diariamente.
El edificio actual es del año 1925 y ocupa dos edificios contiguos de la calle San Francisco, números 259 y 261. En el 259 se encuentra el salón comedor y en el 261, en la primera planta, se encuentran la cocina y los baños del restaurante.

## Historia
La Bombonera fue fundada por el español de Felanich Antoni Rigo Sagrera, con el nombre de «La Panadería Mallorquina». En 1910, Antoni Rigo se asoció con su primo Gabriel Abraham Sagrera, y crearon la «Panadería y Gran Confitería. Rigo y Abraham». La panadería fue ampliando su oferta añadiendo la venta de repostería, bombones europeos y refrescos. Se introdujo la horchata de chufa y el café y en 1918 nació «La Bombonera» incorporando en la fachada un vitral estilo modernista. Sus especialidades eran las Mallorcas (antes Pan de Mallorca), Galletas Nena y Coca de Sardinas.
En 1920, Rigo volvió a España y vendió su participación al mallorquín Cristóbal Puig, convirtiéndose en «Puig y Abraham». Por jerarquía cronológica tendrían que haber escrito en las cristaleras modernistas de la fachada "Abraham y Puig", pero por su coste y dado que Puig tenía cuatro letras como Rigo, se decidió sustituir un nombre por otro. Abraham y Puig abrieron negocios filiales con diferentes nombres "Fuente de Soda PADIN", "Acuarium", "La Bombonera" en Santurce, "Cafetería Mallorca" y "La Riqueña". La panadería en el edificio "Nena" (1923) surtió de pan y galletas hasta el año 1985. El 1925, el horno original se amplió y se trasladó a la calle San Justo (hoy San Justo 101).

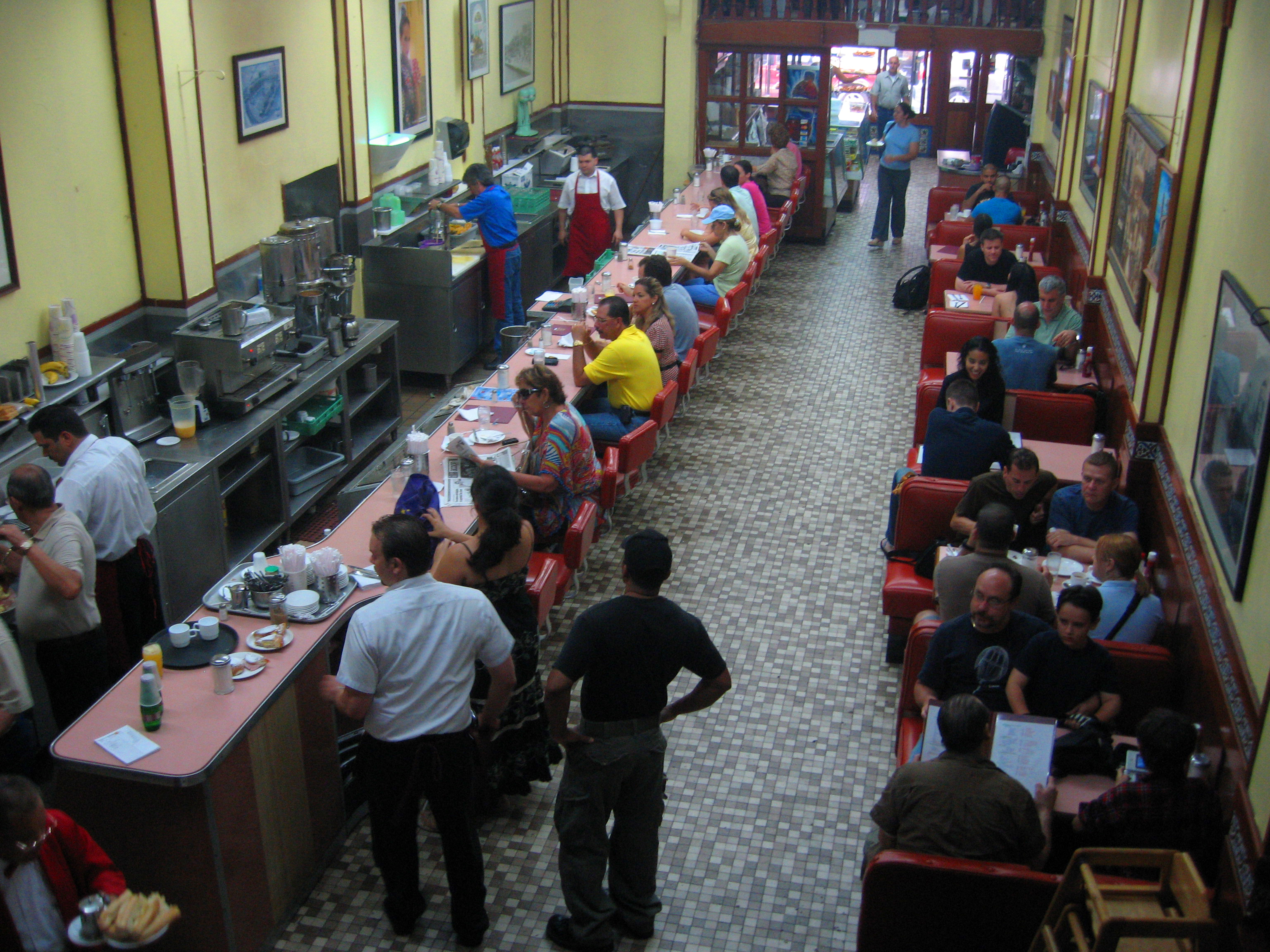
Interior de La Bombonera (año 2007)

En la década de 1930 formaron sociedad con José Gayá con quién crearon la compañía de helados Payco (Puig, Abraham  y Co), fábrica de helados establecida en Hato Rey que llegó a tener en la década de los cincuenta casi el 90 % del mercado de helados en Puerto Rico. En aquella época fue vendida a César Calderón, padre de la gobernadora Sila Calderón. En 1961, Calderón vendió Payco a Beatrice Foods pero en 1993 cerró operaciones y fue adquirida por Nestlé. Durante la Segunda Guerra Mundial, la Bombonera fue concurrida por marinos y aumentó su oferta a sodas y la elaboración de mantecados. Algunos años después, Gayá se separó para continuar solo con la venta de los mantecados y «Co». desapareció del cartel, volviendo a «Puig y Abraham».
En 1963, se construyeron cocinas en el edificio colindante número 261 y se convirtió en restaurante con carta. En 1966, se nombró director a Cándido Arenas, trabajador desde 1936, quién la condujo hasta el 1998. Después de 110 años de actividad, en abril del 2012, se anunció su cierre. El 2016 volvió a abrir las puertas de la mano de Isabel Obrador Rigo, nieta del fundador Antoni Rigo.